# Kolkja
Kolkja (Russisch: Кольки, ‘Kolki’) is een plaats in de Estlandse gemeente Peipsiääre, provincie Tartumaa. De plaats heeft 240 inwoners (2021) en heeft de status van groter dorp of ‘vlek’ (Estisch: alevik).
De plaats ligt aan het Peipusmeer. De meeste inwoners spreken Russisch.
Tot in oktober 2017 was Kolkja de hoofdplaats van de gemeente Peipsiääre. In die maand werden vier naburige gemeenten bij Peipsiääre gevoegd. De hoofdplaats werd verlegd van Kolkja naar Alatskivi.

## Geschiedenis
In 1592 werd Kolkja voor het eerst genoemd als Russische nederzetting aan de oever van het Peipusmeer. De nederzetting bestond uit twee aparte woonkernen: Väike-Kolkja en Suur-Kolkja (Klein- en Groot-Kolkja).
In de 18e eeuw vestigden zich veel oudgelovigen, op de vlucht voor de vervolging in het Keizerrijk Rusland, in Kolkja. Er zijn twee oudgelovige kerken in het dorp. Die in Suur-Kolkja is gebouwd in 1877, die in Väike-Kolkja in 1928. In Kolkja is ook een museum over de geschiedenis van de oudgelovigen.
In 1977 werden de twee dorpen samengevoegd. Ook het buurdorp Sohvia ging op in het fusiedorp, dat de status van vlek (alevik) kreeg.

## Foto's

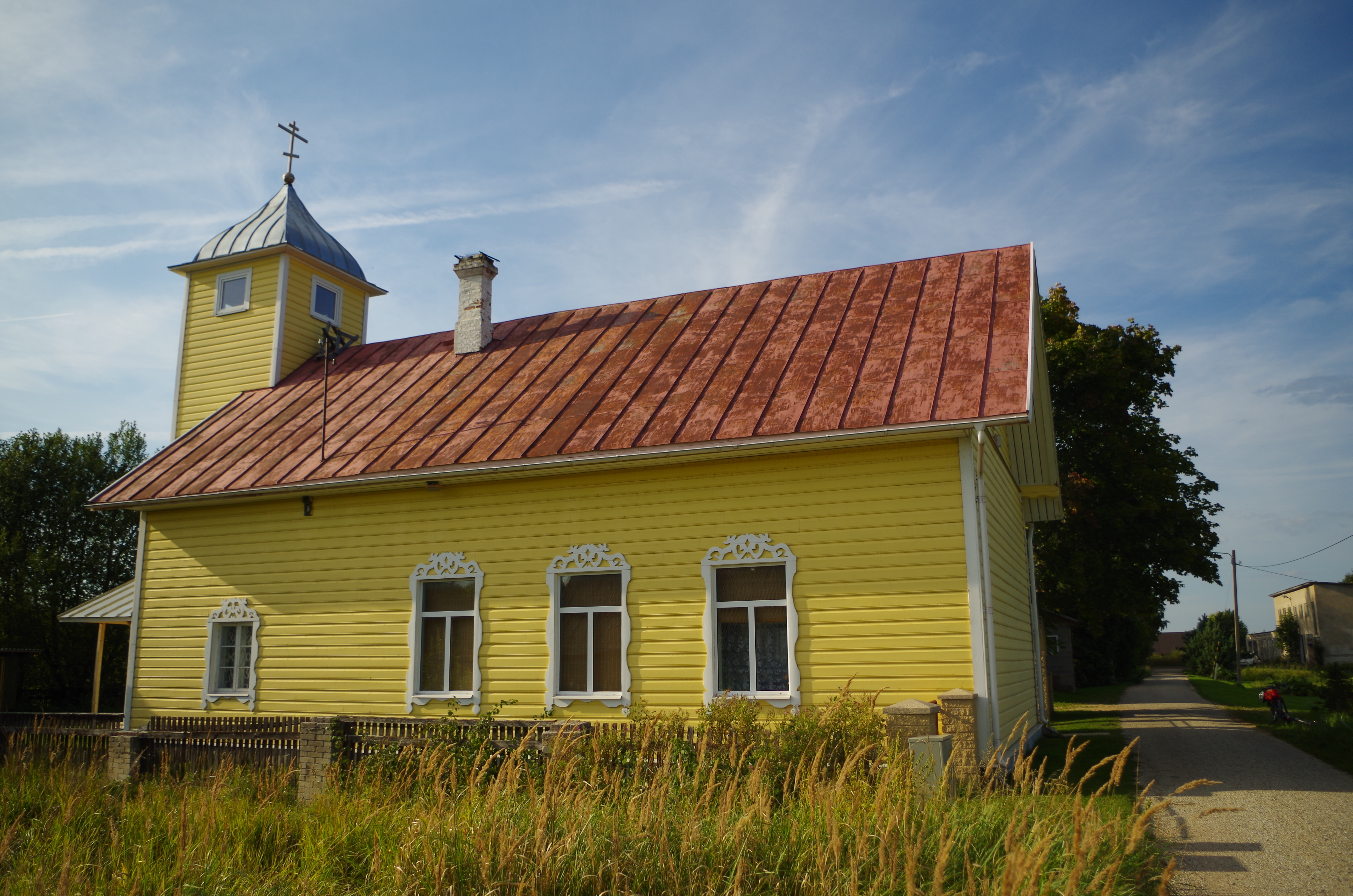
Kerk van de oudgelovigen in Suur-Kolkja
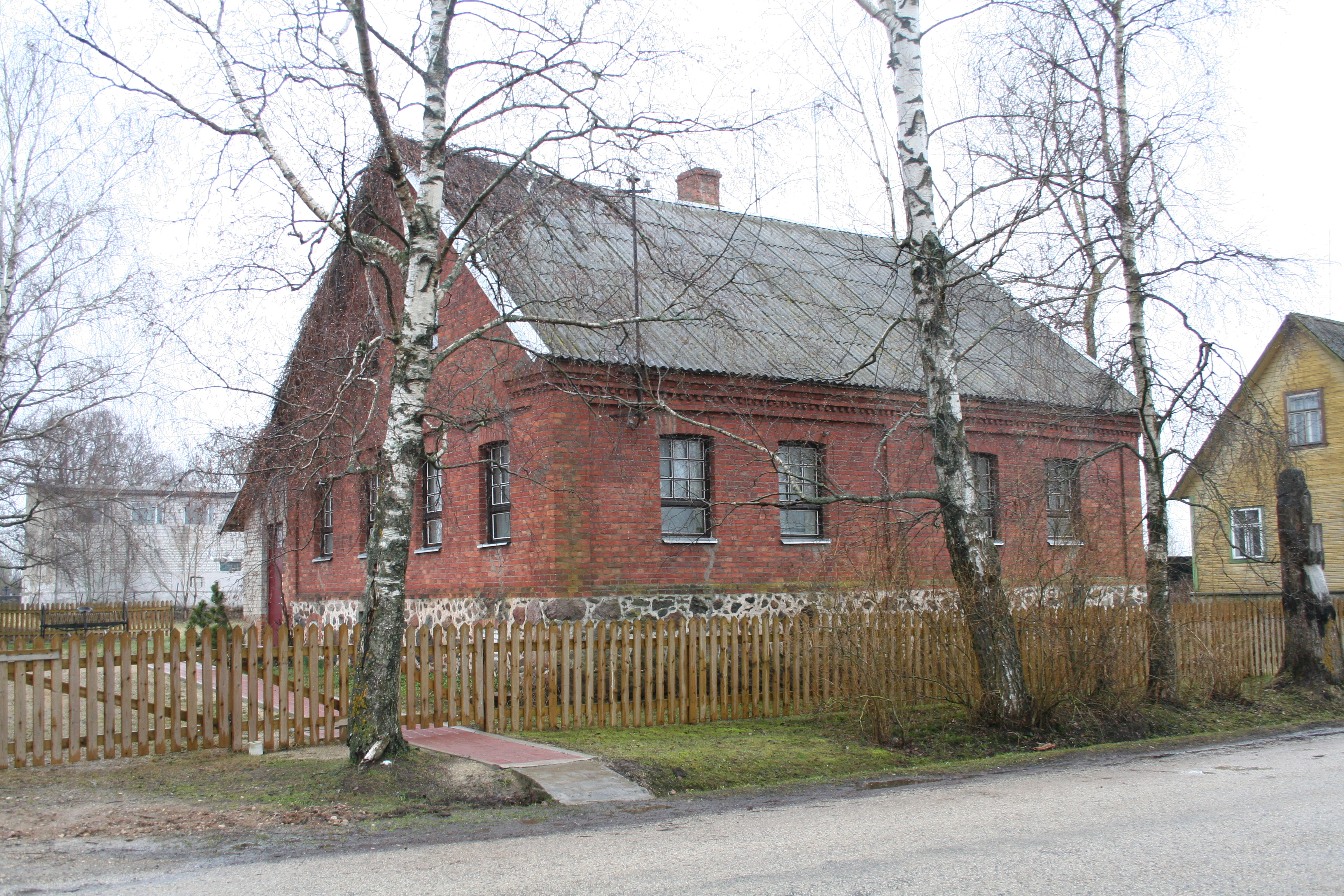
Oudgelovigenmuseum
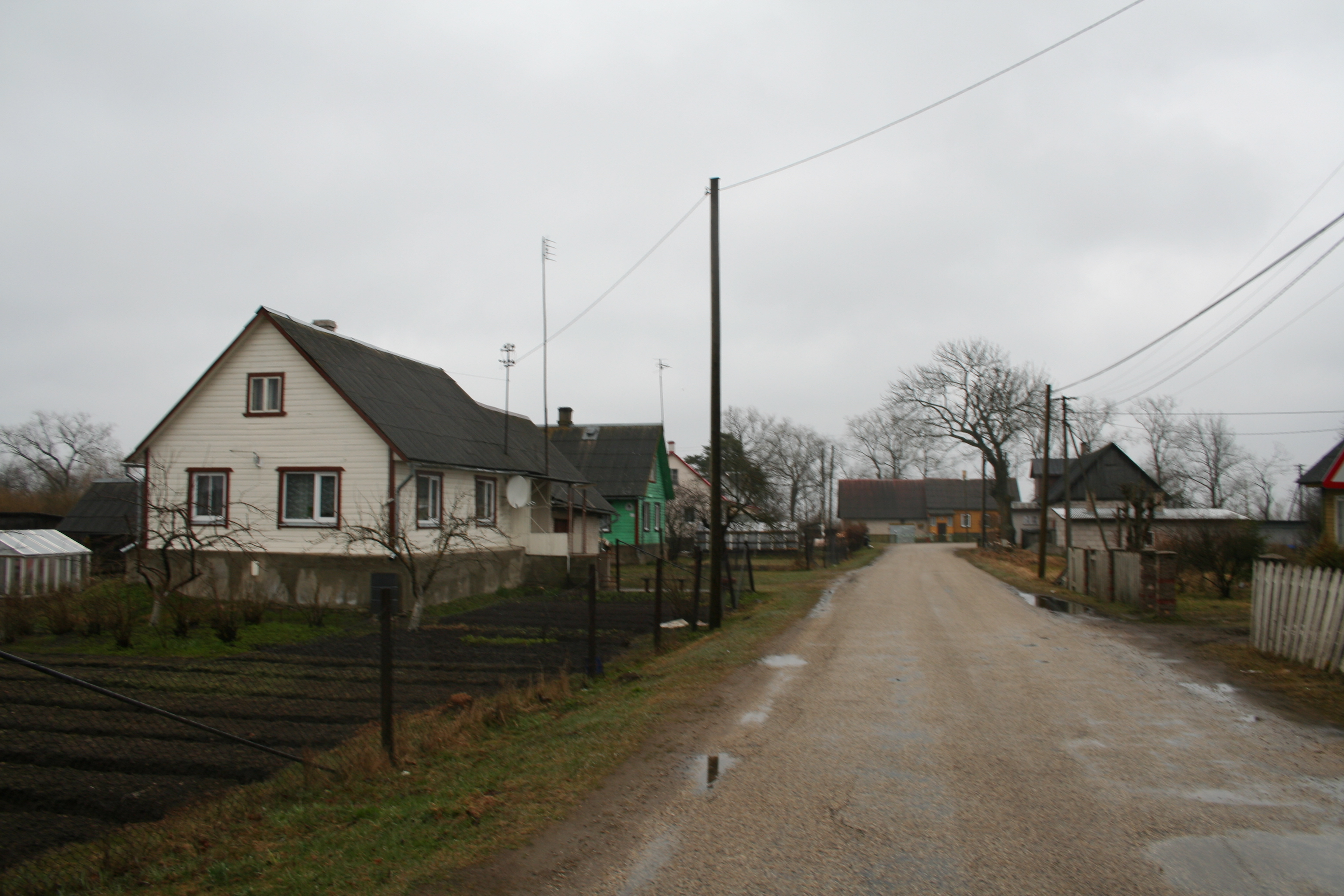
Invalsweg
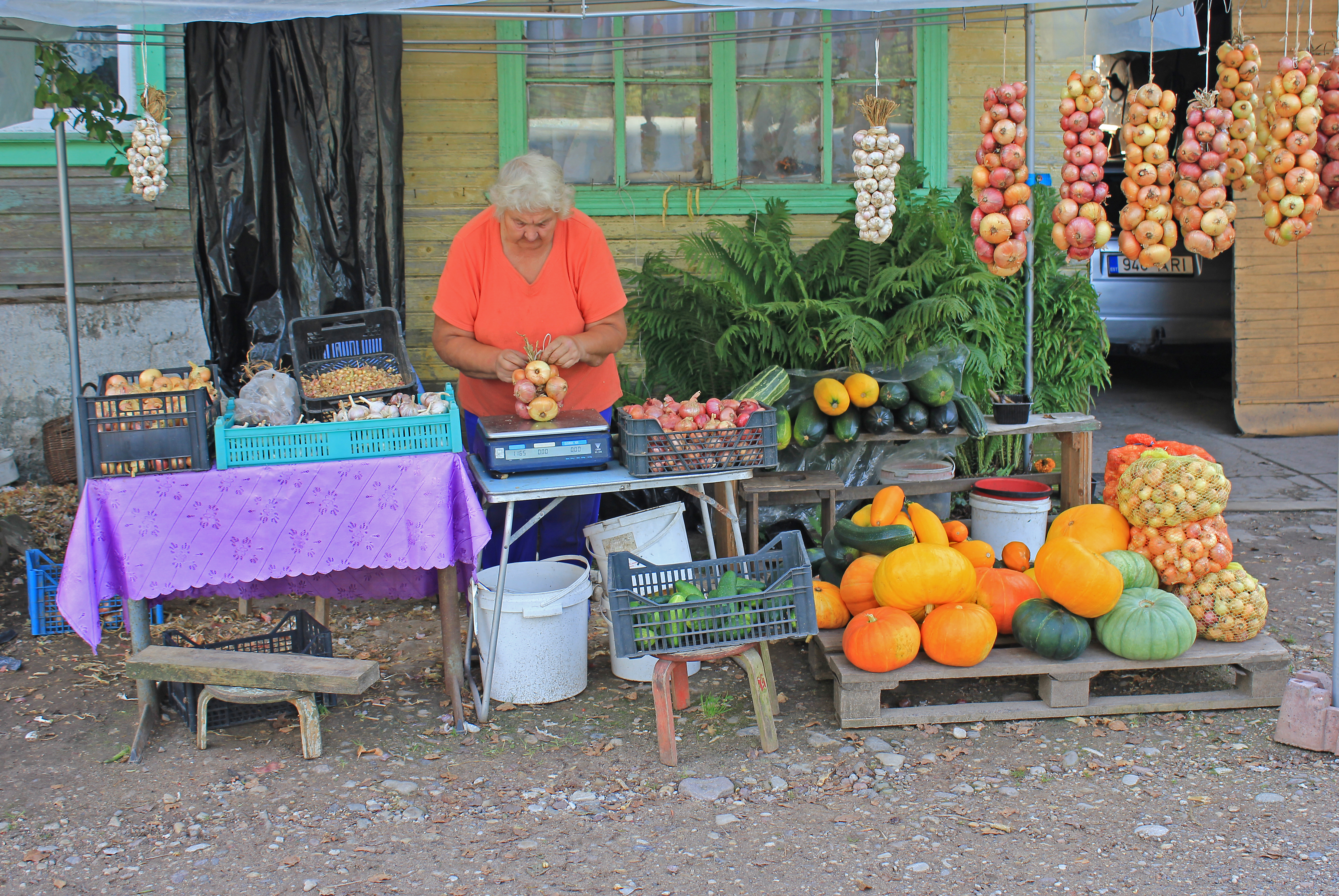
Groentekraampje
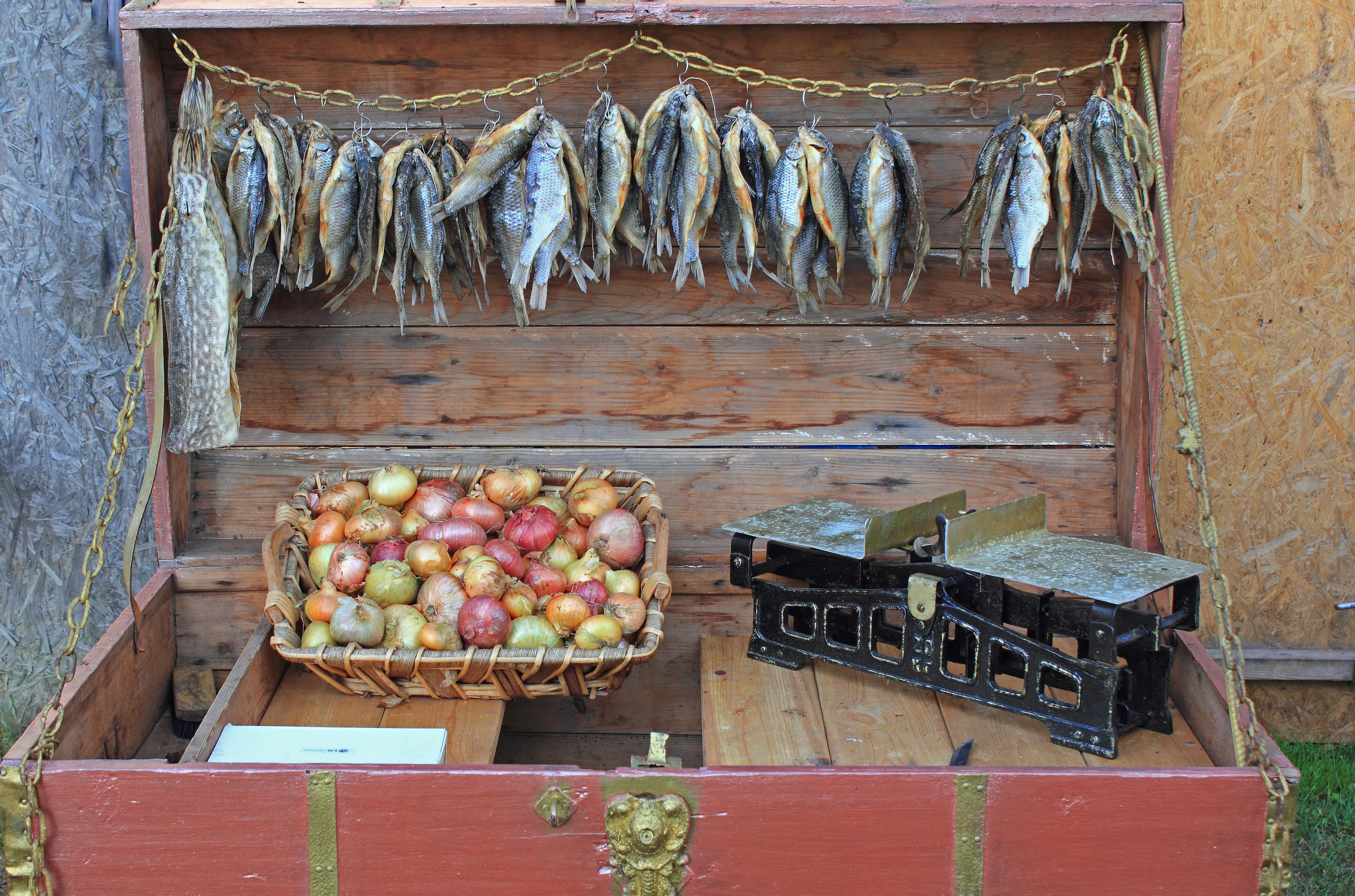
Kraampje met uien en vis
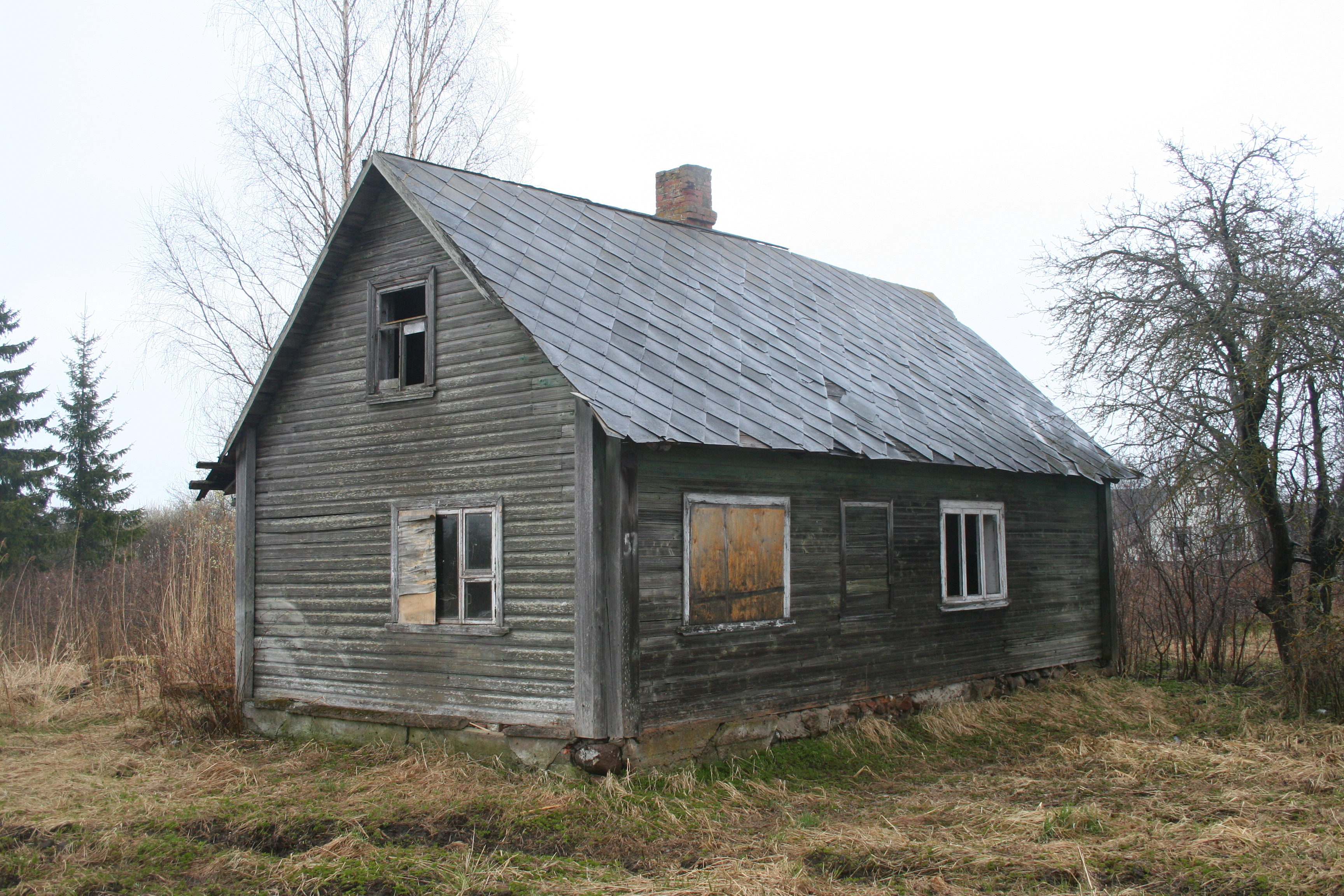
Houten huis
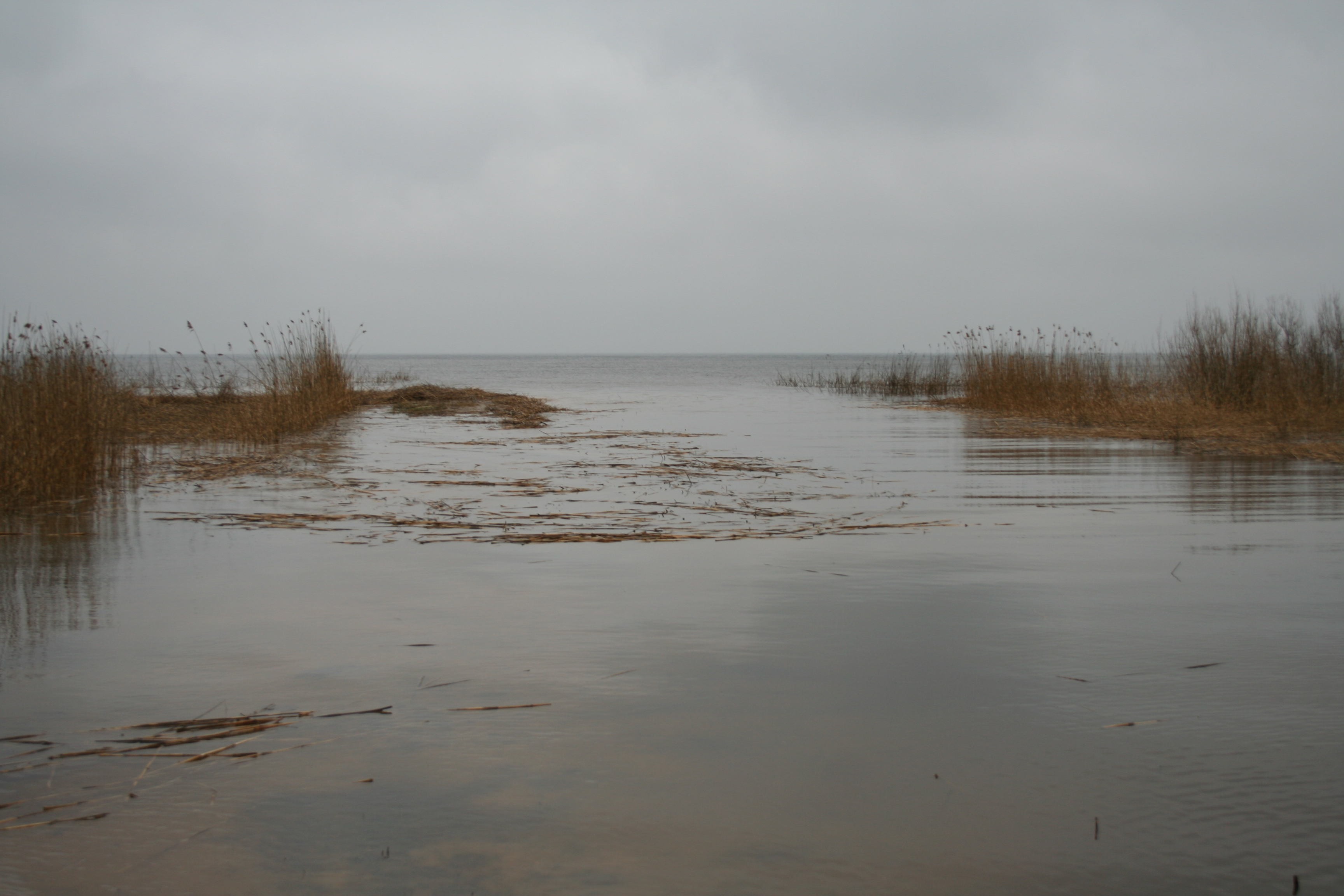
Oever van het Peipusmeer bij Kolkja